# Айме Мяеметс
Айме Антонова Мяеметс (на естонски: Aime Mäemets) е естонска и съветска хидробиоложка.

## Биография
Родена е на 29 септември 1930 г. През 1954 г. завършва Биология в Тартуския университет. От 1961 до 1996 г. е научен сътрудник в Института по зоология и ботаника в Академията на науките на Естонската ССР (днес Естонската академия на науките). Известна е с изследванията си върху макрофлората и бактериите в езерата. Резултатите от изследванията си публикува в научните списания „Флора на Естония“ и „Флора в Европейските територии на СССР“.
Умира на 17 юли 1996 г. в Тарту, Естония.

## Научни трудове

### На руски език
- Мяэметс, А. А. О численности бактерий в воде Псковско-Чудского озе ра. – С рис. Гидробиол. исследования, 4, 1966, с. 43 – 48. – Резюме на эст. и англ. яз. – Библиогр. 13 назв.
- Мяэметс А., Райтвийр А. Классификация озер при помощи многокритериального анализа // Основы биопродуктивности внутренних водоемов Прибалтики. – Вильнюс, 1975, с. 159 – 163.
- Флора Балтийских республик. 2: сводка сосудистых растений = Flora of the Baltic countries: compendium of vascular plants / [М. Абакумова, Л. Вильясоо, Н. Ингерпуу... и др.]; редакторы В. Кууск, Л. Табака, Р. Янкявичене; Академия наук Эстонии, Институт зоологиии и ботаники, Академия наук Латвии, Институт биологии, Институт ботаники Литвы. Тарту, 1996.

### На естонски език
- Kõrgem taimestik. – Võrtsjärv (1973)
- Antropogeense eutrofeerumise mõju eri tüüpi järvede suurtaimestikule (makrofloorale). – Eesti NSV järvede nüüdisseisund (1982)
- Sugukond penikeelelised – Potamogetonaceae Dumort. – Eesti NSV floora 9, 1984
- Ohustatud ja haruldaste veetaimede olukord Eesti järvedes. – Taimeriigi kaitsest Eesti NSV-s (1988)
- Suurtaimed: [Peipsi järves] (1999, koos Helle Mäemetsaga)